# Isla Disappointment
La isla Disappointment (en inglés: Disappointment Island) es una de las siete islas deshabitadas del archipiélago de las islas Auckland. Está a 8 kilómetros (5 millas) del extremo noroeste de la isla Auckland y 290 kilómetros (180 millas) al sur de Nueva Zelanda. Es el hogar de una colonia de albatros blancos con cerca de 65 000 parejas —casi toda la población mundial— con nidos allí. También en la isla está el Lewinia muelleri, especie endémica del archipiélago. Alguna vez se pensó que se había extinguido, pero fue redescubierta en 1966.